# Sveg
Sveg – miejscowość (tätort) w Szwecji, w regionie administracyjnym (län) Jämtland, w gminie Härjedalen.
Według danych Szwedzkiego Urzędu Statystycznego liczba ludności wyniosła: 2543 (31 grudnia 2015), 2537 (31 grudnia 2018) i 2542 (31 grudnia 2019).
W Svegu znajduje się luterański kościół z lat 1845–1847.